# نظريات وجهات النظر
وجهة النظر هي نظرية موجودة في بعض التخصصات الأكاديمية التي تستخدم لتحليل الخطابات الذاتية. وتقترح مجموعة العمل هذه أن السلطة متجذرة في معرفة الأفراد (وجهات نظرهم)، والنفوذ التي تمارسها هذه السلطة.

## التاريخ
يمكن رؤية الإلهام الأصلي لنظرية وجهات النظر في أعمال جورج فيلهلم فريدريش هيغل، الفيلسوف المثالي الألماني، الذي درس وجهات النظر المختلفة بين العبيد والأسياد في عام 1807. وادعى أن العلاقة بين السيد والرقيق تتعلق بمواقع انتماء الناس، وأن الجماعات تؤثر على كيفية تلقي الناس للمعرفة والسلطة. العمل الأساسي في العلاقة بين وجهات النظر الاجتماعية والمعرفة، أي أن النظرة العالمية قد قدمها أحد مؤسسي علم الاجتماع للمعرفة كارل مانهايم، الذي كثيراً ما يتم تجاهله. وقد نوقش هذا المفهوم منذ فترة طويلة في علم الاجتماع بالمعرفة. التطورات الحديثة في الدراسات النسوية لها نقطة مماثلة، ولكنها تركز على بعض الجوانب، على سبيل المثال نانسي هارتسوك درست نظرية وجهة النظر باستخدام العلاقات بين الرجل والمرأة. وقد استخدمت هارتسوك أفكار هيجل عن السادة والعبيد وأفكار ماركس عن الطبقة والرأسمالية كمصدر إلهام للنظر في مسائل الجنس والنوع.
تركز نظرية وجهة النظر المعاصرة في كثير من الأحيان على المواقف الاجتماعية مثل الجنس والعرق والطبقية والثقافة والوضع الاقتصادي. تسعى نظرية وجهة النظر إلى تطوير نظرية المعرفة النسائية التي تقدر تجارب النساء والأقليات كمصدر للمعرفة.
ومن بين منظري وجهات النظر البارزين دوروثي سميث ، نانسي هارتسوك ، دونا هاراواي، ساندرا هاردينغ، وجوليا .ت. وود، أليسون ويلي ، لينيت هانتر وباتريشيا هيل كولينز.

## تعريف نظرية وجهات النظر
إن المفهوم الأكثر أهمية لـنظرية وجهات النظر هو أن وجهات نظر الفرد تتشكل من خلال تجاربه الاجتماعية والسياسية. ويقال إن وجهات النظر متعددة الأوجه وليست أساسية: فعلى سبيل المثال، في حين أن النساء من أصل إسباني قد يشتركن عموما ً في بعض وجهات النظر، ولا سيما فيما يتعلق بالعرق أو الجنس، فإنهن لا يتم تعريفهن فقط من خلال وجهات النظر هذه على الرغم من بعض السمات المشتركة، لا توجد هوية نسائية من أصل إسباني أساساً. تخلق تجارب المجموعة منظورًا عامًا ودائمًا لحالة هائلة ولكن بدون تجارب شخصية لا يمكن للمرء أن يكون وجهة نظر حقًا.
«نظرية وجهة النظر» هي عبارة عن المكان الذي نري من خلاله العالم من حولنا، ومهما كانت أفضلية ذلك المكان، فموقعه يميل للتركيز والاهتمام ببعض الصور الطبيعية للمجتمع وتجاهل بعض الصور الأخري، وبعض مرادفات وجهة النظر هي الرؤية والمفهوم والوضع والمظهر، ولاحظ أن كل هذه الكلمات تفترض وجود موقع محدد من حيث الزمان أو حيز يمكن ملاحظته، دون اغفال القيم والأسلوب الشخصي.
وأكد الباحثين في النظرية على فائدة مفهوم الطبيعة، أو التجريب اليومي للمعرفة. وتشكل وجهة نظر المرء (سواء تم التفكير فيها بشكل انعكاسي أم لا) أي مفاهيم يمكن فهمها، وأي ادعاءات يتم سماعها وفهمها من قبل، وخصائص العالم البارزة إدراكًا، والأسباب التي يُفهم أنها ذات صلة وقوية، وأي استنتاجات ذات مصداقية.
تدعم نظرية وجهة النظر ما تسميه المنظّرة النسوية ساندرا هاردينغ وجوليا.ت. وود بالموضوعية القوية، أو فكرة أن وجهات نظر الأفراد المهمشين و/أو المضطهدين يمكن أن تساعد في خلق حسابات أكثر موضوعية للعالم. من خلال ظاهرة الدخيل داخل الجماعة، يتم وضع هؤلاء الأفراد في وضع فريد للإشارة إلى أنماط السلوك التي المنغمسين في ثقافة المجموعة المهيمنة غير قادرين على التعرف عليها. نظرية وجهة النظر تعطي صوتا للفئات المهمشة من خلال السماح لهم بتحدي الوضع الراهن كطرف خارجي. الوضع الراهن الذي يمثل وضع الامتياز الذكري الأبيض السائد.
والثقافة السائدة التي توجد فيها جميع الفئات لا يعيشها جميع الأشخاص أو الجماعات بنفس الطريقة. ويتم التحقق من آراء أولئك الذين ينتمون إلى فئات ذات سلطة اجتماعية أكبر أكثر من آراء الفئات المهمشة. يجب على الفئات المهمشة أن يتعلموا أن يكونوا ثنائيي الثقافة، أو أن يكونوا في الثقافة السائدة للبقاء على قيد الحياة، على الرغم من أن هذا المنظور ليس منظورهم الخاص. تعتقد كلا من ساندرا هاردينج وجوليا أن الاتصال ليس بصدفة، وكأصحاب لنظرية وجهة النظر نادوا بأن «أطراف المجتمع الذي نعيش فيه يمكنهم تشكيل ما نعيشه بقوة بالإضافة الي جعلنا نستطيع فهم ونستطيع الاتصال مع أنفسنا والآخرين والعالم» فوجهة نظرنا تؤثر علي رؤيتنا للعالم.

## من هي ساندرا هاردينج وجوليا وود أصحاب نظرية وجهة النظر؟
إذا كنت مهتم بالتواصل فسوف تهتم بالبحث عن الاجابات، فالعقول المتسائلة دوما ما تبحث عن المعرفة، كما أن ساندرا هاردينج وجوليا أصحاب نظرية وجهة النظر يدعون أن واحدة من أفضل الطرق لاكتشاف ماهية ما يحدث بالعالم هي التحقيق والبحث في وجهة نظر النساء والأطراف الأخري من شتي نواحي المجتمع.
فهاردينج هي فيلسوفة في العلم تحضر العديد من المواعيد الفيصلية في دراسات النساء والتعليم والفلسفة في جامعة كاليفورنيا بـلوس أنجيلوس، وحتي نفهم تأثير وجهة النظر طلبت منا تخيل أننا ننظر لبركة ماء ونري من خلالها عصا بها انحناء .. ولكن هل في الحقيقة هي بها انحناء حقا؟ فاذا ذهبنا لمكان مختلف قد نري العصا مستقيمة وهي في الحقيقة حقا كذلك، فلقد قام علماء الفيزياء بعمل نظرية انكسار الضوء التي تشرح لماذا يحدث هذا التشوه البصري، وبطريقة مماثلة يفترض أصحاب نظرية وجهة النظر من الأنظمة المختلفة أننا نستطيع استخدام الاختلاف في الجنس والعرق والعائلة والتصنيف والتوجه الجنسي لنوضح كيف أن المناطق المختلفة في التسلسل الهرمي للمجتمع قد تميل لعمل علاقات اجتماعية وطبيعية مميزة.
كلهم يركزون علي العلاقة بين القوة والمعرفة، وبخصوص ذلك تصرح هاردينج بأنه «عندما يتحدث الأناس من نقاط قوة مختلفة، وجهة النظر الخارجة من حياة الأشخاص الأقل قوة ونفوذ تقدم وجهة نظر أكثر موضوعية من وجهة النظر الخارجة من حياة الأشخاص الأكثر قوة ونفوذ» ، كما أن تركيزها الأساسي توجه لوجهة نظر النساء التي تم تهميشها.
وكما أن هاردينج عرفت كفيلسوفة لها نظرية متقدمة وهي «وجهة النطر» عن المعرفة من بين العلماء المختصين بالإناث، فكذلك جوليا وود هي أستاذة التواصل في جامعة كاليفورنيا الشمالية في شابل هيل، وقد دافعت واتفقت علي منطق نظرية «وجهة النظر» في مجال التواصل، فهي تعتبر جميع وجهات النظر متحيزة، ولكنها تصر علي أن بعض وجهات النظر هي متحيزة أكثر من الأخري لأن اختلاف المنازل في التسلسل الهرمي للمجتمع تؤثر علي كيفية رؤية وجهة النظر، وبالنسبة للباحثين في مجال التواصل فان الاهتمام بمنزلة ومكانة النساء يرضخ بجدية لنداء وود باختيار مواضيع بحث للاستجابة لاهتمامات النساء.

## نظرية «وجهة النظر» لها جذور فلسفية وأدبية
وفي عام 1807م حلل الفيلسوف الألماني جورج هيجل العلاقة بين السيد والعبد، ليظهر ما يعرفه الأناس عن أنفسهم والآخرين والمجتمع بناء علي الحزب أو المجموعة التي ينتمون إليها، فعلى سبيل المثال أولئك الذين في العبودية لهم وجهة نظر مختلفة عن القيود والقانون والولادة والعقاب عند المقارنة مع الآسرين الذين يشاركون في نفس الواقع والحياة، ومنذ أن تراجع نظام السيادة من خلال البنية التي انشاءها من قبل المجتمع، أصبح أولئك الذين يرون في وجهة نظرهم تجاه العالم أنهم يمسكون عصا العالم هم أنفسهم الذين يدونون كتب التاريخ !
ومتابعة لكل من هيجيل وكارل ماركس وفريدريش انجيلز المشار لهم في نظرية وجهة النظر البروليتارية، قد افترض كلا منهم أن أفقر الفقراء والذين لهم النصيب المالي الأقل بالمجتمع هم من يتمتعون بمعرفة مثالية عن المجتمع، فهم الطبقة التي تكافح دوما، كما لاحظت هاردينج أن نظرية «وجهة النظر» بمثابة مشروع اشتد ظهوره قليلا بعد خروجه من أصحاب النظرية الاجتماعية النسائية، والذين تشابهوا مع نظرية المعرفة لماركسيان، مع استبدال البروليتاريين بالنساء واستبدال الكفاح الطبقي
بالتمييز علي أساس الجنس، في البداية كان لأصحاب النظرية النسائية «وجهة النظر» اطار جاهز لتأييد طريقة المرأة في المعرفة، وكاعتراض علي الحتمية الاقتصادية لكلا من ماركس وجورج هيربيرت ميد تمت المناداة بأن الثقافة انتقلت للأفراد من خلال التواصل، وطبقا لهذا المبدأ الأساسي للتعامل والتواصل الرمزي، حافظت وود علي رأيها في أن الجنس هو بنية ثقافية أكثر من كونه صفة بيولوجية، «الجنس هو نظام له معاني متعددة فهو يمثل وجهة نظر الأفراد وله معني أكبر من كونه مختلف فقط وذلك من خلال وضع الذكور والإناث في مجتمع وظروف وموارد مختلفة».
السلالات التي نشأت فيم بعد الحداثة نشأت من خلال نظرية «وجهة النظر»، وعندما أعلن جان فرانسوا الشكوك حول ما تم سرده،  كان يتضمن في حديثه التنوير المنطقي والعلوم الغربية، ولكن منذ أن اعتبرت النساء تلك المفاهيم تم السيطرة عليها من قبل الرجال حتي يحصلوا علي الانحياز تجاههم، أصبح كلا منهن تميل الي الانحياز تجاه انتقاد مفاهيم ما بعد الحداثة، أما بالنسبة لما طرأ من حداثة مشتركة فإن أولئك الذين اتبعوا نظام ما بعد الحداثة نادوا بالتشديد علي نظرية «وجهة النظر» كمرجع للمعرفة ومن خلالها نادوا بعدم وجود أساس لتفضيل وجهة نظر عن الأخري، وكما سوف نري فان هاردينج ووود رفضوا هذا النوع من النسبية المطلقة.

لقد وضع كلا من هاردينج ووود تلك التقاليد الفكرية المتضاربة دون السماح لأيا منهم أن يملي أوامره في شكل أو مادة نظرية «وجهة النظر»، وتبدو تلك النظرية كظل مذهل للأفكار التي لم يتم التأكيد بشكل مكرر عليها من قبل العلماء النسائيين حول التحقق من حياة النساء والآخرين المهمشين مثلهن، وفي محاولة لاحترام هذا المعتقد المركزي والأساسي لنظرية وجهة النظر، ولشرح طريقة المعرفة التي يفترضها كلا من هاردينج ووود، لقد اقتطفت بعض الأحداث وأيضا الحوار من رواية توني موريسون "محبوب"، ولقد فازت موريسون بـجائزة نوبل للأدب عام 1993م وجائزة بوليتزر في الخيال عن كتابها حول  سيثي وهي امرأة أمريكية هربت من العبودية.
لقد نشأت وتزوجت سيثي في مزرعة كنتاكي لرجل طيب لديه 6 عبيد، وعندما مات المالك أتي مدرس القانون لوضع الأمور في موضعها، وبجانب الاشراف علي المزرعة كان يعمل علي كتابة كتاب حول حياة العبيد، وفي كاريكاتير متجهم للتحليل الاثنوغرافي سأل مدرس القانون العبيد العديد من الأسئلة ودون ما قالوه من اجابات في مفكرة دائما ما يحملها، كما أنه علم اثنين من أبناء أشقاؤه الشباب باستخدام الضرب بالسوط ولكن دون كسر روح سيثي وتسبب في أذي نفسي لها، وأمرهم الحفاظ علي السجل المفصل لسماتها الحيوانية مشيرا ً لخاصية امكانية التكاثر بدون تكلفة. 
الحدث المحوري في الرواية هو بعد هروب سيثي وأطفالها لحماتها في أوهيو، حيث أنها بينما تعمل في الحقل تري 4 رجال من علي بعد يركبون الدراجات تجاه منزل ابن شقيقها مدرس القانون ونقيب الشرطة والقابض علي الرقيق، في الحال أخذت سيثي أطفالها وضمتهم متجهة لمخرن الحطب خلف المنزل، وعندما فتح مدرس القانون الباب بعد دقيقة رأي مشهد موت مروع، ولدين راقدين مع عيون مفتوحة علي نشارة الخشب وفتاة تضخ لآخر مرة الدم من حلقها بسبب قطع بواسطة منشار، وسيثي تحاول سحق رأس طفلتها الصغيرة، ومن ثم تحدث ابن شقيقها للرجال الأربعة وسألهم في حيرة «لماذا هي تريد الذهاب وفعل ذلك؟» ، ومعظم الكتاب ما هو الا اجاب لهذا السؤال حيث يصف توني موريسون وجهة النظر المتضاربة بين المالك الذكر مدرس القانون والجارية الأنثي سيثي.

## النساء كمجموعة مهمشة
يري أصحاب نظرية وجهة النظر اختلافات مهمة بين الرجال والنساء، حيث تستخدم وود الأمور الجدلية المتعلقة بالاستقلال والاتصال كمثال علي ذلك، «بينما يبدو أن جميع الأناس يسعون وراء كلا من الاستقلال والاتصال، لكن وجد أن هناك كمية تفضل أحدهم وتختلف ظاهريا باتساق بين الجنسين» ، حيث يميل الرجال نحو الاستقلال، والنساء تميل لتواصل أكبر، وهذا الاختلاف واضح عند التواصل مع كل طرف، فالمجتمع الذكورى يستخدم الحديث لاتمام المهام والتأكد من تفكيره والوصول للنفوذ والسلطة، بينما يستخدم المجتمع الأنثوي الحديث لبناء العلاقات مع الآخرين ورؤية رد فعلهم.
لم تنسب وود اختلافات الجنسين الي علم البيولوجي أو غريزة الأم أو البديهة، فهي تري الاختلاف الأكبر يكمن في التوقعات الناتجة عن اختلاف الثقافات والمعاملة التي يتلقاها أحدهم من الطرف الآخر، فعل سبيل المثال غضبت  سيثي حينما رأت افتراء من أي لون تجاه المرأة، وعندما أخبر د. بول – الذكر الأسود الوحيد المتبقي من عبوديتها في الماضي – سيثي بأن له شعورا سيئا تجاه المرأة الصغير المشردة التي تضمها، ردت سيثي رد حاسم حيث قالت أن عليه أن يشعر بماذا يمثل للمرء أن يرقد في الليل دون وجود شخص ما يزعجه وأن يخرج كل يوم بشرف، وإذا لم يفهم أيضا يجب عليه أن يشعر بشعور مرأة تتجول في الطرق منتظرة أي شيء من الله حتي تتعدي طبقة حياتك، ولكن د.بول اعترض حيث أنه لم يتعامل بطريقة سيئة مع امرأة طوال حياته، استقرت وهدأت سيثي بعد ذلك مرة أخري وقالت «لكن هذا ما يصنعه المرء في هذا العالم».
كلمات سيثي تشرح كيف أن الآخرين الذين تربوا مع النساء يستجيب لهم الرجال بنفس الطريقة، وتلك الحقيقة التي وصفتها تعكس التناقضات التي وجدتها كلا من هاردينج وود في مختلف المجتمعات، «العالم لم يتم تجربته بتطابق متماثل من قبل الجميع»، وحول هذه الخطوط العريضة افترض أصحاب نظرية وجهة النظر النسائية أن النساء أقل إيجابية بينما الرجال هم أكثر إيجابية، فاختلاف الجنس يشكل اختلاف كبير حقا !
كما سارع كلا من هاردينج ووود في التحذير من كون النساء  مجموعة متجانسة، حيث أشاروا الي أن النساء لا يشتركن في نفس وجهة النظر أو حتي الموضوع كما يفعل الرجال، وبخلاف مسألة الجنس شددت هاردينج علي الحالة الاقتصادية والعرق والتوجه الجنسي كهويات ثقافية اضافية تستطيع توجيه الأناس لمركز المجتمع أو دفعهم خارجا نحو الهوامش، لذلك تداخل المنازل الأقل بالمجتمع يخلق موضع من الصعود والهبوط في التسلسل الهرمي للمجتمع، لذلك  النساء الأفريقيات والأمريكيات المثليات والفقراء دائما في وضع مهمش، وعلي الجانب الآخر الأوضاع الاجتماعية العالية والنفوذ يتم استحواذها بشكل ساحق من قبل الذكور الأغنياء وذوي البشرة البيضاء.
وبشكل أكبر حتي من هاردينج تنزعج وود من مسألة ميل الإناث للحديث إذا كان هناك «وجود للمرأة» ومن ثم تنتهي هذه الخاصية لهم، فهي تعتقد أن كارول جيليجان قامت بهذا الخطأ عندما صرحت بأن النساء وعلي عكس الرجال يتحدثوا بصوت أخلاقي يغلب عليه المودة والاعتناء بالآخر، وبالنسبة لوود علم البيولوجي ليس مصير، ولكنها تخاف من مناصرة نموذج فردي للأنوثة وبالتالي خلق طراز يرتاح له جميع النساء ويناسبهن ويتشبهن به، وكمرأة ليس لها عذر ولكن لها حق متساو في الحياة الإنسانية تفهم وود أن الشعور بالتضامن والتكافل ضرورة سياسية اذ وجب علي النساء نقض المجتمع الذكوري .
يؤكد أصحاب نظرية وجهة النظر علي أهمية المكانة الاجتماعية لأنهم مقتنعين بأن الأناس الذين علي قمة التسلسل الهرمي للمجتمع هم الذين لديهم النفوذ والشرف ليعرفوا ماهية الأنثي والذكر وأي شيء آخر في ثقافة خاصة بهم، يمكننا رؤية هذه النفوذ عندما استدعت سيثي اتهام مدرس القانون لعبد يدعي سيكثو بسرقة خنزير صغير، وعندما أنكر سيكثو سرقة هذا الحيوان، أخذ مدرس القانون في الشك وأبي أن يهرب من الاتهام عن طريق توجيه سلسلة من الأسئلة المتتالية، فهل لم يذبحه سيكثو ومن ثم شواه وأكله؟ اعترف سيكثو أنه قام بذلك، ولكن كيف استطاع سيكثو أن يقول بوجه مستقيم وساطع أنه لم يقوم بالسرقة؟، ومن ثم سأل مدرس القانون إذا لم تكن سرقة  فماذا كانت اذن ؟، أجاب سيكثو «سيكون تحسين لممتلكاتك سيدي»، ومن ثم استمر موريسون  في الشرح حيث أنه كما أن المحاصيل في الحقل تنمو أفضل إذا تم اطعامها فسيكثو أيضا كان سيعمل بشكل أفضل إذا تم اطعامه، وعلق علي ذلك توني موريسون أن هذا هو شيء «ذكي»، ولكن تفوق عليه مدرس القانون علي أي حال حيث أظهر أن المفاهيم ترجع لأصحابها وليس لمن يقع عليهم تلك المفاهيم.

## المعرفة من اللامكان الي المعرفة الموضعية
لماذا نظرية وجهة النظر تعتبر مهمة للغاية ؟ تناقش ذلك هاردينج قائلة «الحزب الاجتماعي الذي يحصل علي الفرصة لتعريف مشكلاته ومفاهيمه وافتراضاته ونظرياته في مجال ما سوف ينتهي به المطاف بوضع بصماته الاجتماعية علي صورة العالم الناتجة من البحث حول هذا المجال»، تخيل معي الاختلاف بين كتاب تم عنونته من قبل مدرس القانون بعنوان العبيد وكتاب آخر تم كتابته بواسطة سيثي (أخبر توني موريسون بذلك من قبل)، سوف يختلف النص بالتأكيد من حيث وجهة النظر والأسلوب والخلاصة .
إصرار هاردينج علي المعرفة الموضعية تضاد بشكل حاد المناداة التقليدية من قبل العلوم الغربية والتي يمكن أن تكشف «الحقيقة» وهي ميزة وقيمة مجانية يمكن الوصول إليها من خلال أي ملاحظ  موضوعي، وفي كتابها «ملك من العلم ؟ وملك من المعرفة ؟» أشارت هاردينج إلي بعض الادعاءات التجربية عن الحقائق غير المتجسدة كرؤية اللامكان، أو كما في كلمات الكاتبة النسائية دونا هاراواي التي وصفتها هاردينج بأنها متحدثة مجنونة حول كل شيء في العالم من وجهة نظر وموضع غير محدد علي الإطلاق، وطبقا لوجهة نظر العلم ذو القيمة المجانية تصف هاردينج هذا الادعاء كصعود رصاصة سريعة من بندقية مالكها، كما توبخ العلماء المنفصلين عن هذا الموضوع قائلة «لا يمكن وصف الأحداث الاجتماعية كالفقر والبؤس والتعذيب والقسوة بشكل مجاني»، فحتي المعارف المتداخلة والمثالية عن الديمقراطية لجاليليو قابلة للتساؤل، ومقولته «يمكن لأي شخص أن ينظر من خلال تليسكوبي» تم ترجمتها من قبل العلماء التجريبيين كفقدان لأي علاقة بين أصحاب المعرفة والأشياء التي يتم معرفتها .
تصر هاردينج وأصحاب نظرية وجهة النظر الآخرين علي أنه من غير الممكن وجود وجهة نظر غير متحيزة فتلك تعتبر غير مهمة وناقصة وفاقدة لقيمتها ومنفصلة عن موقعها التاريخي الخاص بها، كما أن العلوم الجسدية والاجتماعية دائما ما تقع في وقت ومكان محددين ، وكتبت هاردينج  «يستطيع كل شخص الوصول لنظرة جزئية عن الحقيقة من خلال موقعه/ها في التسلسل الهرمي للمجتمع»، وبخلاف الذين يعيشون في مفهوم ما بعد الحداثة فهي ترفض تجاهل البحث عن الحقيقة ، حيث تعتقد ببساطة أن البحث عنها يجب أن يبدأ من حياة أولئك الذين يمثلون الطبقة الأقل في المجتمع .
إذا وجب عليك البحث في موضوع القيم العائلية ، بدلا من البحث في المواضيع السياسية والبلاغية الحالية أو اكتشاف أصل التحركات بين المنزل والمدرسة ، تفترض هاردينج أنك سوف تقوم بتشكيل أسئلة وافتراضات بحثك بداية من القيم العائلية مثل افتراضات حماة سيثي ، حيث يشرح موريسون لماذا يضع العبد المحرر قيمة أكبر للابن عن الإنسان العادي ، فكل الرجال في حياتها كانوا يتجولون حولها مثل لعبة الداما ، لذا أطفالها الثمانية كانوا لستة آباء ، والدناءة التي لا تصدق للحياة اصطدمت بها عندما وجدت «لا أحد يتوقف عن لعب الداما وذلك لأن قطع اللعبة هي أطفالها !».
لم تدعي هاردينج أو وود أن وجهة نظر النساء أو أي مجموعة مهمشة تعطيهم رؤية واضحة عن طريقة سريان الأمور حولهم ، فالمعرفة الموضعية هي النوع الوحيد الذي دائما ما يكون جزئي ، ومع ذلك حافظ أصحاب نظرية وجهة النظر علي مفهوم «وجهات النظر للأطراف المرؤوسة بالمجتمع أكثر كمالية من الأطراف التي لها السيادة بالمجتمع» وهذا يعتبر أمر مثير للجدل ! ، كما شرحت القاضية سونيا سوتومايور نفس الفكرة في محاضرة لها عام 2001م عن القانون وتنوع الثقافات قائلة «أنا آملة في أن المرأة اللاتينية الحكيمة والتي لها العديد من التجارب الحياتية أن تصل لخلاصة حياتية أفضل من الذكر الأبيض الذي لم يعش حياتها» ، وكان  هذا هو التعليق الأول عن السبب المعلن لرفض الكونغرس الخاص بالذكور البيض التصويت للموافقة علي قرارات المحكمة العليا 2009م .

## الموضوعية القوية: آراء أقل جزئية من وجهة نظر المرأة
تستخدم هاردينج مصطلح الموضوعية القوية عند الإشارة الي الاستراتيجية التي استخدمتها في بداية بحثها عن حياة النساء والمجموعات المهمشة الأخري ومفاهيمهم وتجاربهم الحياتية التي تم تجاهلها، واختيارها لتلك الكلمة المناسبة لا يعني فقط حكمتها في أخذ جميع وجهات النظر في عين الحسبان فقط بل تعني أيضا معرفتها المكتسبة من وجهة نظر الأطراف ذات السيادة بالمجتمع والتي في تناقض تمتلك موضوعية ضعيفة ، ولشرح هذا الادعاء تحدثت بشكل مباشر عن وجهة النظر الاختيارية عن ذلك النوع الذي وصفته في رواية توني موريسون «محبوب»  وقالت «إنه لسخيف أن نتخيل وجهة نظر مالكي العبيد بأمريكا عن الأفارقة بالرغم أن حياة الأفارقة تفوق وجهة نظر مالكيهم فيهم في الموضوعية واللامبالاة والتجاهل».
لماذا يجب أن تكون وجهة نظر النساء وبعض المجموعات المهمشة الأخري أقل تحيزا ً وتشويها ً وخطأ من وجهة نظر الرجال الذين لهم يد السيطرة بالمجتمع ؟ تقدم وود تفسيرين لذلك الأول هو أن الأناس ذوي الطبقة الأقل بالمجتمع لهم حافز أكبر لفهم وجهة نظر الطبقة ذات النفوذ الأكبر وليس العكس، وحتي إذا لم يرث الودعاء الأرض سوف يكون لهم اهتمام خاص بفعل ذلك بدورهم ، كما أن أخذ دور الآخرين هي مهارة متبقية لأولئك الذين لهم سيطرة قليلة علي حياتهم ، ونظرا لنقص التحفيز يبدو أن أولئك الذين يسيطرون علي النفوذ لهم دافع أقل للتساؤل حول ماهية وجهة نظر النصف الآخر من المجتمع نحو العالم .
السبب الثاني في تفضيل وود لوجهة نظر الأطراف التي يتم تهميشها دائما هو أن لهم دافع أقل للدفاع عن وضعهم الاجتماعي وليس مثل أولئك الذين يمتلكون السلطة والنفوذ ، كما تجزم علي  أن المجموعات التي تمتلك ميزة الأنظمة والمكانة الشرفية لهم اهتمام دائم بعدم النظر الي الظلم الاجتماعي الذي يستفيدون منه علي حساب الآخرين.
وبالنسبة لأصحاب السيادة فتجاهل وجهة نظر الآخرين هي نعمة ، كما أنه لشيء أحمق أن تكون حكيم ، وبشكل محدد يمكن ضم الرجال الذين أتوا لأخذ سيثي وأطفالها  لتلك الطبقة الجاهلة ، وإذا كانوا هم أو أي شخص آخر يريدون معرفة لماذا طريق العبودية شق حلق ابنتها يجب عليهم أن يبدأوا في التحقيق حول وجهة نظر العبيد النساء وليس وجهة نظر أسيادهم أو حتي الرجال ذي البشرة السوداء .
سوف يتعلم أولئك الذين يولون الاهتمام لقصة سيثي من يأسها التام عند رؤيتها لنقيب الشرطة عائد لأخذها هي وعائلتها مرة أخري ، حيث صرخ عقلها «لا لالا ...»، وفي نفس الوقت التي واجهته فيه ونظرت لنفسها وهي ميتة في عينه ، كانت تمتلك شيء بذراعها جعله يتوقف في مساره ، وأخذ في التراجع مع كل نبضة لقلب الطفل حتي توقفت ، ثم قالت أنا أوقفته .... «أنا وضعت أطفالي في المكان الذين سيكونون فيه بأمان»، وبعد تأثير وسيطرة تلك الكلمات علينا ، لم تطلب هاردينج منا القبول بشكل تلقائي تفسير سيثي أو حتي قبول استجابتها العنيفة وذلك فقط لأنها كلمات وأفعال امرأة مهمشة ، وعلي أي حال تدين العديد من النساء الأفارقة والأمريكيات الطريقة العنيفة لسيثي في رواية موريسون للحفاظ علي ابنتها آمنة من يد نقيب الشرطة ، ولكن الخوف الموجع لسيثي علي رفاهية أطفالها هو الحقيقة المفزعة للجواري في كل مكان (انظر الكتاب أو فيلم اختيار صوفي)، وتصر هاردينج أن هذه هي وجهة النظر الموضوعية عن حياة النساء والتي توفر نقطة مفضلة للبحث في موضوعات المرأة وافتراضاتهم.
وحتي نقطة البداية تلك لا تضمن الموضوعية القوية ، وتؤكد كلا من هاردينج ووود علي أن مكانة ومنزلة المرأة في المجتمع شيء أساسي ولكنها غير كافية في الوقت الحالي للتعبير عن وجهة النظر الأنثوية ، إنه فقط لانعكاس نقدي علي علاقات السلطة والنفوذ غير العادلة ، وتشكلت وجهة النظر الأنثوية لمقاومة ذلك الظلم ، ولم تعاني سيثي من الظلم فقط ولكن من خلال تعاملها مع د. بول وسيكثو وبيبي ساجس ومدرس القانون (نقيب الشرطة) قد فكرت أيضا في سياسة العبودية ، وقد رفضت قبول الحقائق البديهية التي تفترض أن عبودية المرأة تتفق مع الوقت والمكان الذي يجابهها ، وبالتأكيد رواية توني موريسون «محبوب» هي شكل قوي من أشكال مقاومة التمييز العنصري والجنسي ، كما أن تلك الرواية وضحت أن وجهة النظر الأنثوية شيء يجب الوصول إليه وليست قطعة من أرض يتم توريثها من خلال اكتساب ميزة كونك امرأة ... !

## نظرية الممارسة: بحث عن التواصل بناء علي حياة النساء
إذا أردنا رؤية نموذج عن بحث عن التواصل يبدأ من حياة النساء ، فالموضع الأفضل للبداية هو دراسة جوليا وود العميقة عن الاعتناء بالآخر بالولايات المتحدة الأمريكية ، وبالاتفاق مع اصرار نظرية وجهة النظر علي أن المعرفة كلها تتحدد بمكان ووقت محددين يظهر ذلك في الفصل الأول لكتاب وود «من يعتني ؟»، النساء والعناية بالآخر والثقافة يحددون موقفها كامرأة بيضاء البشرة محترفة ولها طبعها الجنسي الخاص  ، والتي استغرقت 9 سنوات تتحمل مسئولية العناية بوالديها بعد عجزهم حتي موتهم ، كما وازنت تجربتها الحياتية تلك مع نتائج بحثها المتتالية :
في البداية تبدو العناية بالآخر صحية ومثمرة عند تعلمها واختيارها بحرية وممارستها أثناء الحوار ، وتعتبر هذه هي قيمة الاعتناء بالآخر وقيمة أولئك الذين يفعلون ذلك ، وعلي الجانب الآخر تفترض الدراسات الحالية أن الاعتناء بالآخر قد يكون مدمر قليلا ً لمن يقدمه  إذا لم يكونوا علي وعي بمخاطر ما يقدمونه ، وإذا كانت لديهم افتراضات غير حقيقية عن أنفسهم ، أو إذا قدم الاعتناء بالآخر دون الوصول لأهميته أو قيمته الحقيقية.
اكتشفت وود أن ممارسة التواصل بين الجنسين تعكس وتدعم التوقعات والافتراضات الاجتماعية التي تفترض أن الاعتناء بالآخر هو عمل المرأة ، فبعد رفض اقتراح ابنته لتأجير حاضنة لبعض الوقت ، قال والدها متأملا «هذا مضحك جوليا ، أنا تمنيت أن أرزق بأولاد ولكني الآن مسرور بأن لدي بنات لأني لا أستطيع أن أطلب من ابني أن يترك بعض الوقت من عمله ليعتني بي»، كما أنها سمعت رسائل وجمل مماثلة عن عدم قيمة الاعتناء بالآخر عند الطلاب الجامعيين الذكور بجامعتها ، وبينما تمدح وود لتضحيتها وانجازاتها بالجامعة ، طمأن الجميع أستاذ زميل لها بأنه أخذ القرار والفعل المناسب بجعل أمه ربة منزل : «حسنا هي بالتأكيد فهمت أنه بقدر انشغالك بعملك لا تتوقع أن تستطيع تلبية باقي مسئولياتك بنجاح»، تقول وود هذه التعليقات لاظهار التناقض والسيادة المبنية علي الجنس والقيود في مجتمعنا ، وكما تم شرحه في الكتاب وفي فيلم «شيء واحد حقيقي»، يتم اعطاء الحرية للنساء لاختيار قرار الاعتناء بالآخر كأولوية لهم ، ولكن لا يمكن إنكار أحقيتهم في وضع العمل كأولوية لهم وفي كلا الحالتين تتم وصف المرأة بأنها امرأة فاضلة ، وأيضا الرجال يتم إعطائهم الحرية لجعل العمل هو أولوية لهم ، ولكنهم يمنعوا من أحقيتهم في جعل الاعتناء بالآخر هو أولوية لهم ، وبالتالي يقتصر وصف الرجل علي أنه فاضل بوضع أولويته للعمل.
تفترض وود أن منهج نظرية وجهة النظر هو عملي الي أبعد الحدود ، فهو يقدم نقد فعال للممارسات غير العادلة ، كما أنها تؤمن بأن : «ثقافتنا نفسها يجب إعادة تشكليها بطريقة تفصلها عن كون مفهوم الاعتناء بالآخر له انتماء تاريخي خاص بالنساء وبعض العلاقات الخاصة وأم يتم إعادة تعريفه كاهتمام مركزي وكجزء متكامل من حياتنا العامة الشاملة»، وربما اقتراح الرئيس كلينتون عام 1999م  في تصريحه عن شعار الاتحاد هو الخطوة الأولي ، حيث أيد وجود جائزة بقدر 1000 دولار لتلك العائلات التي تعتني بأقربائهم العجزة في بيوتهم ، ولكن المذيع الذكر في نشرة الأخبار نبذ الفكرة لأنه يراها «رمزية أكثر من كونها عظيمة»، ولكن الأنثي التي كانت مستضافة في ذلك الوقت وبخته قائلة أن حتي التعريف الرمزي لما له قيمة يعد بمثابة شيء عظيم الي حد ما ، وتشاركت مع وجهة نظر وود .

## وجهات نظر واعتقاد النساء ذوات البشرة السوداء
تنادي العالمة الاجتماعية الأمريكية من أصول أفريقية باتريشيا هيل كولينز والتي تعمل في جامعة ماريلاند بأن أشكال الظلم المتواصل الذي تعاني منها النساء ذات البشرة السوداء بالولايات المتحدة الأمريكية يضعهم في منزلة مهمشة بالمجتمع عند المقارنة مع النساء ذات البشرة البيضاء أو حتي الرجال ذوي البشرة السوداء ، «حيث تركب العديد من النساء ذات البشرة السوداء الأتوبيسات توجها لعائلاتهن ذوي البشرة البيضاء حيث لايقوموا بعمل الطعام والتنظيف وعمل الواجبات المنزلية فقط بل الاعتناء بأطفال الآخرين وتقديم الإرشاد الذكي لأصحاب العمل وفي بعض الأوقات يصبحوا أشخاص مستأجرين لعائلاتهم ذوي البشرة البيضاء أيضا ً»، كما تشير أيضا للموقع الاجتماعي لتلك الخارجات عن المجتمع الطبيعي ، فحالة المجتمع توفر السيادة لذوي البشرة البيضاء  دون انتماء السيادة حتي لامرأة سوداء واحدة فقط ، كما أنها تتفق مع النساء ذوات البشرة السوداء في اعتقادهم بأنه «يجب علينا أن نري بوضوح وجود مجموعة فريدة في المجتمع يتم إنكارها وتهميشها بسبب العرق والجنس ومواجهتها  لمجموعة كبيرة من التحديات بسبب ذلك»، وهذا الوضع الاجتماعي المختلف يعني أن النساء ذات البشرة السوداء لهم طريقة معرفة مختلفة عن نظرية وجهة النظر لهاردينج وود عن المعرفة .
سوف أستخدم كلمات كولينز من كتابها اعتقاد النساء ذوات البشرة السوداء لوصف 4 طرق يمكن من خلالها التحقق من المعرفة الخاصة بالنساء ذوات البشرة السوداء:
1. الخبرات الحياتية كمعيار له معني : بالنسبة لمعظم النساء الأمريكيات ذوات الأصول الأفريقية ، فإن الأفراد الذين يعيشون الخبرات الحياتية بأنفسهم يمكن اعتبارهم خبراء بالحياة ومرجع يمكن تصديقه أكثر من أولئك الذين يكتفون بالقراءة عن تلك التجارب الحياتية أو التفكير فيها فقط .
2. استخدام الحوار كأداة لتقييم ادعاء المعرفة: فبالنسبة للأفكار التي يتم اختبار صحتها يجب أن يتشارك الجميع بالمجتمع في ذلك، وإذا رفض أحد الانضمام والمشاركة ولم يتفق مع ذلك، فهو بالتأكيد يمتلك معتقدات وأفكار خاطئة .
3. أخلاقيات الاهتمام بالآخر أثناء الحوار : العاطفة دائما ما تشير إلي أن المتحدث يؤمن بفعالية الجدال والحوار ، وصوت الكلمات مهم مثل الكلمات نفسها ، كما أن سبب وعاطفة وحساسية الحوار لها دورها المهم أيضا ً .
4. الأدب الشخصي : فتقدير معرفة الشخص تعني تقدير شخصيته وقيمه وأخلاقه في الوقت ذاته .

ولم تدعي كولينز أن نظرية وجهة النظر عن المعرفة توفر أفضل نظرة عن كيفية عمل العالم بالنسبة  للنساء الأمريكيات من أصل إفريقي ، كما أنها ترفض أي نموذج إضافي للظلم حيث نادت بأن النساء المثليات وذوات البشرة السوداء والفقراء هم الأكثر ظلما وتهميشا بالمجتمع ، ولكن عندما يتم التحقق من صحة معتقدات النساء ذوات البشرة السوداء والتحقق من وجهة نظر الأطراف المظلومة الأخرى سوف نجد أن أفكارهم هي الأقل جزئية والأكثر موضوعية من بين الحقائق الحالية .

## انعكاس أخلاقي: التفاعلية الشمولية لبن حبيب
لقد قامت سيلا بن حبيب بمهمة صعبة ، حيث نادت بأن المفكرين التنوريين مثل كَنت ولوكي وهابرماس يؤمنوا بأن المنطق هو ترسيب لتفكير الإنسان ، وإذا تم ضبطه من خلال تعليم مناسب سوف نستطيع اكتشاف حقائق معينة، بن حبيب – هي أستاذة العلوم السياسية والفلسفة بجامعة يال – تريد الحفاظ علي المستوي العالمي الأخلاقي بكل شكل يمكن تطبيقه ، ولكنها تشعر أيضا بقوة الهجمات القوية الثلاثة علي التنوير العقلاني في العموم ، كما أن هابرماس ناقشت الأخلاق بشكل خاص ، لذلك هي قالت في خططها أن «يجب الدفاع عن تقاليد الشمولية في مواجهة النقد ذي المحاور الثلاثة من خلال ضم ادعاءات كلا من الحركة النسائية والشيوعية وما بعد الحداثة»، وفي نفس الوقت تريد التعلم من تلك النظريات وتجسيد أفكارها من خلال التفاعلية الشمولية ، كما أني سأقوم بمناقشة كلا منهم ولكن بترتيب عكسي :

### نقد حركة ما بعد الحداثة
عند استدعاء ومناقشة بحثه لعام 1984م عن حالة ما بعد الحداثة أعلن جين فرانسيس ليوتارد عدم وجود رووائيين عظماء الآن يمكن الاعتماد عليهم لرؤية نسخة عالمية عن الحقيقة، كما أن أصحاب مفهوم ما بعد الحداثة فقدوا الهبات والافتراضات المسبقة التي تعطي الشرعية لفكرهم عن التنوير المثالي الأخلاقي والديمقراطية الليبرالية الغربية ، وكانوا متشابهين في اتفاقهم في الرأي  وفي محاولة هابرماس لتشريع معتقده ، وتلخص بن حبيب نقد ما بعد الحداثة في : «الضمانات الفائقة للحقيقة قد ماتت ... هناك نضال وكفاح غير منتهي بين الروائيين المحليين حيث ينافس كلا منهم الآخر حول الشرعية»، كما أنها تقدر إصرار أصحاب فكر ما بعد الحداثة علي وجهة النظر الأخلاقية في أهمية الإنجاز بدلا من الاكتشاف ، حيث أنها غير راضية وغير مقتنعة أنه يمكن غناء أغنية تم تلحينها من قبل وتعتبر ذلك مقياس للتفكير بشكل عام، كما تتمسك بن حبيب بإمكانية وضع جميع الأفراد الذين يتعاملون سويا في محاذاة واحدة في مفهوم الخير العام بدلا من الإجماع علي كيفية عمل الخير نفسه .

### نقد الشيوعية
إذا كان هناك التزام أو تعهد واحد فقط يضع كلا من الشوعيين وأصحاب فكر ما بعد الحداثة سويا سيكون «نقد التفكير الغربي كما يتم رؤيته من المهمشين ومن وجهة نظر أولئك الذين تم طردهم واحباطهم ونزع الشرعية منهم واعتبارهم مجانين واعتبارهم طفوليين ومعاتيه»، كما تدرك بن حبيب خطر ضغط الشكل الأخلاقي العالمي في موقف محلي ، فإذا نظرنا للأشخاص علي أنهم عوامل غير جسدية أخلاقية خالية من التاريخ والعلاقات والالتزامات ، فلن يمكننا التواصل مع الفوضي في الحوار خلال الحياة الحقيقية ، ولتجنب هذا الخطأ  تصر بن حبيب علي أن أدب الإنسان العام يمكن الوصول  إليه من خلال التداخل مع المفاهيم التي يرتكز عليها الأناس العاديون في المجتمع بدلا من فرض افتراض عقلاني فائق عليهم .

### نقد الحركة النسائية
يتفق كلا من كارول جيليجان وديبورا تانين وساندرا هاردينج وجوليا وود وشيريس كراماراي علي أن التجارب الحياتية للنساء والطرق التي يتحدثون من خلالها عن تلك التجارب مختلفة عن تلك الخاصة بالرجال ، ولكن طبقا للنظريات العقلانية التي تم الوصول لها تجاهل هابرماس التمييز الجنسي ، كما أنه تحدث عن مفهومة عن الحوار من خلال المسائل السياسية والعدالة الاقتصادية والتي تم السيطرة عليها  من قبل المجتمع الذكوري في هذا الكوكب ، وربط ذلك بالأنشطة التي تحبس النساء علي مدار التاريخ مثل تربية الأطفال والواجبات المنزلية وارضاء العواطف والاحتياجات الجنسية للذكور ، مما يجعلهم يملن أن يكن مرضي أو أكبر سنا ً حتي ينعموا بكوكب خاص يمتلكون فيه الحرية والمساواة والتبادلية التي لا يتم تطبيقها ، كما أن التفاعلية الشمولية سوف تتجنب تخصيص تجارب حياتية للمرأة فقط وذلك من خلال تأكيدها علي فتح حوار مفتوح في بعض الموضوعات التي نظر لها علي أنها سخيفة.
وبالرغم من ذلك النقد الثلاثي تؤمن بن حبيب بأن نشأة أدب وأخلاق عالمية جديد لشيء ممكن ، فمثل هذه الشمولية يمكن أن تكون تفاعلية وليست قانونية مع ادراك الاختلافات بين الجنسين وليس العمي الجنسي واختلاف الإحساس في سياق الحوار وليس اختلاف الموقف، وهذا سيكون إطار أخلاقي يمكن من خلاله تقييم تنوع آراء الإنسان دون التفكير في كون أي اختلاف علي أنه مهم أخلاقيا ً، وربما يعتبر هذا التزام وتعهد لمساعدة كل انسان علي قيد الحياة .

## نقد: هل وجهة النظر حول المهمشين تعطينا رؤية خاطئة بشكل أقل ؟
كما توقعت فإن العديد من العلماء وأصحاب النظريات الموضوعية قد فقدوا مفهوم هاردينج وود عن الموضوعية القوية، وهذا يجري  ضد التزامهم الحالي حول كشف الحقيقة وتغطية القانون الحالي، وما يجعلك مندهش أن هناك عدد من المفكرين حول الحركة النسائية يشعرون بالريبة والشك أيضا ً ، وأما عن التحفظ الأول من الثلاث تحفظات والذي نادي بضرورة وجود فعالية في التفكير للمرأة حتي نضعها في محاذاة نفس وجهة النظر للرجل ، تقول جوليا وود أن هذا المفهوم عن النساء كمجموعة فريدة اجتماعية بالمجتمع له فائدة سياسية حيث أن ذلك سيلبي الاصلاحات المطلوبة بالمجتمع ولكن يبقي السؤال هل يمكن أن يصبح ذلك نوع من الحقيقة أم أن ذلك يحتاج لبعض الخيال؟ كما تحذر باتريشيا كولينز بأن التجارب الحياتية للنساء الأمريكيات من أصل أفريقي مختلفة عن المعتاد ،  كما أن معتقدات الحركة الأنثوية لذوات البشرة السوداء غير موجود، وتدعي بأن التشابهات في حياتهن أكثر من الاختلافات ولكن هل يمكن القول بأن جميع النساء يعشن نفس الخبرات الحياتية ؟ وعندما أصبح هناك أنصار أكثر وأكثر بخصوص وجهات النظر التي يمكن من خلال أن تتواصل النساء سويا، أصبح أيضا مفهوم التكافل الاجتماعي وهو قلب نظرية وجهة النظر مشكوك فيه .
اهتم علماء الحركة الأنثوية مثل سوزان هيكمان ونانسي هيرشمان بمفهوم هاردينج من نظرية وجهة النظر والذي يقيس دور اللغة في التعبير عن شعور الشخص ورؤيته للعالم، ولقد حافظ أصحاب النظريات الذين تم ذكرهم خلال هذا الكتاب علي وجهة نظرهم في أن اختيارات التواصل بين الأشخاص غير متعادلة ولها قيمتها ، ولذلك لا يمكن للأشخاص أن يفصلوا وجهة نظرهم عن اللغة التي يستخدمونها لوصف وجهة نظرهم ، فالكلمات التي يستخدمونها تتأثر لا محالة بطبقتهم الاجتماعية وهويتهم الثقافية ، كما أن النقد الموجه لنظرية وجهة النظر لا ينفي أهمية المعرفة ، ولكنه يعقد استقبال أي شخص للحقيقة  حتي وإذا جاءت من البنية المركزية أو الطرفية للمجتمع ، وفي الحقيقة أصوات أولئك الذين يتمركزون في البنية الطرفية للمجتمع يصعب التعبير عنها ، حيث أن معظم الاتفاقات اللغوية التقليدية في الحوار يتم التحكم فيها من قبل من لهم السيادة «البنية المركزية بالمجتمع».
وفي النهاية يري بعض النقاد مفهوم الموضوعية القوية علي أنه متناقض بطبيعته، فبالنسبة لأصحاب مفهوم ما بعد الحداثة تحدث كلا من هاردينج وود عنهم وجدوا أن وجهات النظر متقاربة ولا يمكن تقييمها من خلال مجموعة بعينها ، ولكنهم يفترضوا أن المتعرضين للظلم لا يمتلكون أي نوع من التحيز من الآخرين أو حتي العدالة عند المقارنة بأصحاب السيادة في المجتمع ، وهذا يجعلنا نشعر بأن المقاييس العالمية للقضاء بها تلاعب ما ، كما أن النظرية تبدو وكأنها تريد الوصول للحقائق القصوي بأي طريقة ممكنة .

وبالرغم من كل هذه الصعوبات ، أجد أنه من الواجب المناشدة بمنطق نظرية وجهة النظر ، فاذا تلونت المعرفة علي حسب المنزلة الاجتماعية لمن يمتلكونها ، سوف نبدأ في البحث عن الحقيقة من خلال وجهة نظر الأشخاص الأكثر حساسية وتعرضا للظلم وعدم المساواة ، حيث أننا سنمتلك الحقائق الأقل إذا كانت النتائج الحقيقة تتحدي المنازل الاجتماعية ، وتعترف وود بأننا سنجد صعوبة في اكتشاف الأطراف الأكثر تهميشا ً بالمجتمع ، وكامرأة بيضاء ومحترفة .. هل تمتلك وود منزلة اجتماعية أقل في التسلسل الهرمي للمجتمع عند المقارنة مع زميلها الذكر الأمريكي ذي الأصول الأفريقية في الجامعة والذي له نفس الدرجة في نفس الكلية ؟ ، لا تزعم نظرية وجهة النظر ذلك ولكنها تفترض بوضوح أنه يجب علينا طرح المزيد من الأسئلة حول قضية سيطرة الذكور وتطبيق البحث الأوروبي الغربي ، واستبداله حينما توفر الموضوعية القوية صورة كاملة عن العالم ، وجعلت  هذه الفكرة أستاذ البلاغة لين ورشام بجامعة اداهو في نشاط وتفكير دائم ، كما أن الآخرين الذين يؤمنون بأن وجهة نظر الأقلية يمكن أن تكون صحيحة من حيث المعرفة وقد تصل بنا إلى الحقيقة :
من وجهة نظري وبكل أمانة ، لقد قلبت هاردينج طاولة الفلسفة والعلوم وبنت نوع من الكيمياء الأنثوية والتي من خلالها تم ترميم معتقدات نظرية وجهة النظر من قبل فلسفة ما بعد الحداثة ، وذلك حتي تصل لمفهوم يمكن وصفه بالبطولي والرائع حقا ً ، فكونك حجر للفلاسفة  يمكن أن يحول موادهم التي بني عليها الفكر الغربي إلي مصادر يمكن من خلالها حساب  قيمة العالم بشكل عام . 

## المؤلفات الأدبية
- Ryan, Michael. "Standpoint Theory." Encyclopedia of Social Theory. Ed. George Ritzer. Vol. 2. Thousand Oaks, CA: Sage Reference, 2005. 789. Gale Virtual Reference Library. Web. 12 November 2012.
- Rouse، Joseph (نوفمبر 2009). "Standpoint Theories Reconsidered". Hypatia. ج. 24 ع. 4: 200–209. DOI:10.1111/j.1527-2001.2009.01068.x. مؤرشف من الأصل في 2020-04-15.
- Harnois، Catherine E. (مارس 2010). "Race, Gender, and the Black Women's Standpoint". Sociological Forum. ج. 25 ع. 1: 68–85. DOI:10.1111/j.1573-7861.2009.01157.x.
- Rolin، Kristina (نوفمبر 2009). "Standpoint Theory as a Methodology for the Study of Power Relations". Hypatia. ج. 24 ع. 4: 218–226. DOI:10.1111/j.1527-2001.2009.01070.x.